# オルキルオト原子力発電所
オルキルオト原子力発電所（フィンランド語：Olkiluodon ydinvoimalaitos）は、フィンランドのサタクンタ県エウラヨキのオルキルオト島にある原子力発電所である。原発から出る放射性廃棄物を地下深くで保管する最終処分場「オンカロ」が併設されている。     

## 概要
フィンランドにある2つの原子力発電所の1つ（もう1つはロヴィーサ原子力発電所）として、1979年に運転を開始した。現在は、電力需要のおよそ3割を原子力発電が担っているフィンランドにおいて、重要な原子力発電所である。操業はフィンランド産業電力（テオリスーデン・ヴォイマ / Teollisuuden Voima）が行っている。
オルキルオト原子力発電所では約500名が働いており、農水業の従事者が多く、大規模な企業体の少ない地元のエウラヨキ自治体では最大の雇用の場となっている。そのため、地元も原発の立地にはおおむね賛成のようである。なお、エウラヨキ自治体の人口は約6000人である。
近年、フィンランドでは情報技術（IT）産業の発展に伴う電力需要の急増がある。だが、原子力を除くフィンランドの発電能力は現時点では実質的に頭打ちになっており、電力の一部を輸入に頼っている。そのため、オルキルオト原子力発電所では原子炉の増設が進んでいる。

## 立地
オルキルオト原子力発電所は、フィンランド南西部に位置するエウラヨキに属する、バルト海のボスニア湾に面したオルキルオト島に立地している。近隣に大規模な都市圏はなく、最大の都市はエウラヨキ市である。
地盤は盤石であり、強固。交通はオルキルオト島を通るオルキルオト道路のみである。

## 発電設備
ここでは、公式の表記に合わせて各原子炉を「OL1」といったように記している。
| 原子炉 | 炉型 | 主契約者                                                 | 定格電気出力    | 運転開始   | 稼働率（1990年） |
| ------ | ---- | -------------------------------------------------------- | --------------- | ---------- | ---------------- |
| OL1    | BWR  | ASEA-Atom（現・ウェスティングハウス Electric Sweden AB） | 86万kW          | 1979年10月 | 93-97％          |
| OL2    | BWR  | ASEA-Atom（現・ウェスティングハウス Electric Sweden AB） | 86万kW          | 1982年7月  | 同上             |
| OL3    | EPR  | アレヴァ                                                 | 160万kW         | 2022年3月  |                  |
| OL4    | 未定 | 未定                                                     | 100万 - 180万kW | 未定       |                  |

## 発電設備（詳細）

### OL1、OL2
OL1、OL2の2基の原子炉はそれぞれ86万kWの出力を持っており、それぞれの形式は沸騰水型原子炉（BWR）である。ユニットの設計・供給はアセア・アトム社によって行われ、発電機はスタル・ラバル社（スウェーデン）によって供給された。OL1は1978年7月に最初の臨界を達成し、1979年10月に商業運転を開始した。 またOL2は1979年10月に最初の臨界を達成し、1982年7月商業運転を開始している。
営業運転終了は、OL1が2039年、OL2が2042年になっている。

### OL3
急増する電力需要に対応するため、フィンランド産業電力はユニット3の許可申請を2000年12月にフィンランド政府に行い、試運転日を2009年5月に設定した。しかし、2009年5月に計画の都合がつかず、また予算超過が起こることになってしまい、試運転期限が数回延期されている。
営業運転開始は2013年を予定していたが、2016年以降に延期となっている。この計画はアレヴァとシーメンスの合弁会社であるアレヴァNPが始めたが、現在はシーメンスは事業から撤退しアレヴァが行っている。建設は2005年に始まったが、技術に関する問題が遅延を引き起こしている。最初に現れた問題は、原子炉の基礎コンクリートの凹凸の発生であった。また、下請け工場が規格の水準に達していなかった重い鍛造品を提供しており、これを再製作する必要があったことが判明した。また、欧州加圧水型炉（EPR）の特徴である二重封じ込め構造の構築にも時間を要していたが、2023年4月16日に稼働開始、同国での新規稼働は40年以上ぶりという。

### OL4
2008年2月14日にフィンランド産業電力はフィンランド雇用経済省にOL4の環境影響評価を提出し、その後の2010年4月21日、フィンランド政府はOL4の建設の許可をフィンランド産業電力に付与することを2010年7月1日の議会で承認した。
OL4は、100～180万kWという世界でも有数の規模の出力を持つ原子炉として計画されており、形式は現時点では未定だが、EPR、ABWR、ESBWR、 EU-APWR、APR-1400のいずれかから選定される予定である。

## オンカロ処分場

建設中のオンカロ処分場。

フィンランドは1983年、放射性廃棄物の最終処分場を建設する方針を決めた。1994年フィンランド原子力条例の修正の後、フィンランド国内の全ての核廃棄物をフィンランドで処分することが明示され、国民間で活発な議論を尽された。エウラヨキの議会は2000年に最終処分場受け入れを賛成多数で決め、翌2001年にフィンランド政府がオルキルオト島への建設を正式決定した。
この地層処分設備は、洞穴を意味する「オンカロ」と名づけられ、オルキルオト発電所から数マイルの花崗岩の岩盤に建設された。エウラヨキは2003年8月に施設の建築許可を行い、建築は2004年から始められた。
建設計画は4つの段階に分けられた。
フェーズ1、(2004年から2009年)地下420mに存在する設備への螺旋状に下るアクセストンネルの開削。
フェーズ2、(2009年から)同工程の520mまでの継続、貯蔵所設計に反映させるための岩盤特性の研究。
フェーズ3、貯蔵所の建築は2015年に予想される
フェーズ4、使用済み燃料のカプセル化と地層処分は2020年の開始が計画される（その後2025年から開始予定と報道された）
施設の建築を担当するポシヴァ社は、2012年頃に貯蔵所とそれに伴って必要となる構造物の建築認可のための申請書の提出を計画している。審査には3年かかると予想される。 オンカロ処分場は100年分程度のキャニスターを受け入れる大きさがあると予想されている。処分場が満杯になった後は最終的にトンネルごと埋め立てられて密封される。
デンマークの監督Michael Madsenが共著、監督した長編ドキュメンタリー映画『100,000年後の安全』(原題:Into Eternity)は開削の最初のフェーズを撮影、専門家がインタビューされている。映画の視点は地層処分の意味論的困難さに向いており、貯蔵所が遠い未来の人間にとっての危険として示されている。また、フジテレビの『その後』でもオンカロが取り上げられている。
ただし、原子炉本体を含む核廃棄物の地中処分は、アメリカ合衆国でも長年の歴史がある放射性廃棄物処分方法で、オンカロが先進的な試みという訳ではない。
埋設のため地下400メートル超の深さまで坑道が掘られている。稼働すれば100～120年かけて最大6500トンの放射性廃棄物入りキャニスターを貯蔵。その後はベントナイト（粘土）で密閉し、10万年以上かけて放射能の減衰を待つ計画である。ビジターセンターがあり、年2万人の見学者が訪れる。